# 오타 마사히로
오타 마사히로(일본어: 太田政弘, 1871년 11월 16일(메이지 4년 10월 4일) ~ 1951년(쇼와 26년) 1월 24일)는 일본 제국의 관료이자 정치인이다. 후쿠시마·이시가와·구마모토·니가타·아이치 현지사, 경시총감, 귀족원 의원, 관동장관, 대만 총독 등을 역임하였다.
| 전임 이시즈카 에이조 | 제14대 대만 총독 1931년 ~ 1932년 | 후임 미나미 히로시 |